# روشنک داریوش
روشنک داریوش مترجم و فعال سیاسی ایرانی بود.

## زندگی
روشنک داریوش به مدت ۱۷ سال (از ۱۱ سالگی تا ۲۸ سالگی) در آلمان تحصیل کرد و در جامعه‌شناسی و علوم سیاسی با نمرهٔ عالی در سطح فوق لیسانس (کارشناسی ارشد) فارغ التحصیل شد.
از سن ۱۶ سالگی در فعالیت‌های سیاسی از طریق کنفدراسیون دانشجویان ایرانی (اتحادیهٔ ملی) فعالانه شرکت و از جمله سالیانی چند در انتشار نشریات کنفدراسیون به زبان آلمانی همکاری کرد. بلافاصله پس از انقلاب به تهران برگشت و در فعالیت‌های مربوط به آزادی زن و دمکراسی از طریق جبههٔ دمکراتیک ملی ایران شرکت فعال داشت. قاطعانه اعتقاد داشت که باید در ایران بماند و به فعالیت و زندگی ادامه بدهد. در ۱۳۶۲ با خلیل رستم‌خانی ازدواج کرد و پسرشان کاوه رستم‌خانی به دنیا آمد.
در اوایل انقلاب پیش از تعطیلی انستیتو گوته در تهران مدتی با آن همکاری می‌کرد و از ۱۳۶۰ به بعد به ترجمهٔ کتاب از زبان آلمانی پرداخت و همواره کتاب‌هایی را برای این کار انتخاب می‌کرد که با مشکلات جنبش روشنفکری و سیاسی ایران ارتباط مستقیم داشت.
اولین کتاب او ترجمه "قطره اشکی در اقیانوس"، رمانی از مانس اشپربر در بیش از ۱۰۰۰ صفحه، بود که به فعالیت و زندگی روشنفکران چپ اروپایی می‌پرداخت که از احزاب کمونیست طرفدار شوروی جدا یا اخراج شده بودند و می‌کوشیدند در عین حفظ اعتقاد به سوسیالیزم به فعالیت مستقل ادامه بدهند. تمام کتاب‌های دیگر او هم که در زیر آمده‌اند نیز با توجه به همین مسئله انتخاب شده‌اند که با مسایل روشنفکران و اجتماعی ارتباط مشخص داشته باشند. با برخی از نویسندگان از جمله با لوئیزه رینزه، مانس اشپربر و کته رشایس تماس و نامه نگاری داشت. به مانس اشپربر علاقهٔ خاصی داشت و مانس اشپربر هم به او علاقمند بود. ینکا اشپربر، همسر مانس اشپربر در مقاله‌ای که در کتاب یک زندگی سیاسی هم ترجمه شده‌است نوشت: "بیش از هر چیز مکاتباتش با دختر دانشجوی جوانی او را تکان می‌داد که از آلمان به وطنش بازگشت و هزار صفحه "قطره اشک" را ترجمه کرد. کته رشایس هم برای نشر فارسی "لنا" مقدمه نوشت.
کتاب "چرخ دنده" نمایشی است در بارهٔ کشوری نفت خیز که در آن انقلاب شده‌است. "در تبعید" به زندگی روشنفکران آلمانی در تبعید و فراری از آلمان هیتلری می‌پردازد. "یک زندگی سیاسی" گفتگوهایی است با مانس اشپربر در بارهٔ نظریات او در بارهٔ برخورد به فعالیت و دگی سیاسی. " انسان دوستی و خشونت" مسئلهٔ خشونت پس از انقلاب را مورد بحث قرار می‌دهد. "لنا" روایت دختر بچه‌ای است از ده محل سکونتش و زندگی مردم در زمان جنگ. "قرن من" صد داستان در بارهٔ هر یک از سال‌های قرن بیستم است.
او در دههٔ ۱۳۶۰ به ایدهٔ چندین سالهٔ خود تحقق بخشید و برای انتشار کتاب‌های مورد نظرش یک موسسهٔ انتشاراتی در ایران پایه‌گذاری کرد اما بعد از نشر چند کتاب به علت تفاوت نظرها ناگزیر به کناره‌گیری از آن شد. در دههٔ هفتاد شمسی در فعالیت‌های کانون نویسندگان ایران شرکت داشت و عضو جمع مشورتی کانون بود که اساسنامهٔ پیشنهادی کانون را تدوین می‌کرد. در این سال‌ها یک بار در میهمانی رایزن فرهنگی سفارت آلمان به همراه چند تن از نویسندگان دستگیر شد و چندین ساعت مورد بازجویی قرار گرفت. یک بار هم در سال ۱۳۷۵ بلافاصله پس از تدوین پیش‌نویس منشور کانون نویسندگان و امضای آن به همراه ۱۲ نفر دیگر بازداشت شد.
روشنک از ابتدای سال ۲۰۰۰ با بورس انجمن قلم آلمان (PEN) ساکن مونیخ شد و به فعالیت‌های فرهنگی ادامه داد. پس از کنفرانس برلین در سال ۲۰۰۰ که حکم جلب او هم صادر شد ناگزیر در آلمان ماند و برای آزادی شوهرش (خلیل رستم خانی) از زندان فعالیت زیادی کرد. سرانجام در ساعت ۱۱:۳۰ شنبه شب اول نوامبر ۲۰۰۳ در اثر تومور مغزی درگذشت.